# Quah Kim Swee
Quah Kim Swee (* 1938 oder 1939; † 18. Juli 2015) war ein Fußballspieler aus Singapur.

## Sportlicher Werdegang
Quah entstammte einer Sportfamilie, zehn der elf Geschwister vertraten Singapur in verschiedenen Sportarten. Zwischen den 1950er und 1970er Jahren lief der Stürmer für die singapurische Nationalmannschaft auf. Dabei führte er die Auswahl bei den Asienspielen 1966 als Mannschaftskapitän zu einem ihrer größten internationalen Erfolge, als sie das Halbfinale erreichte. Nach Niederlagen gegen den späteren Turniersieger Burma und Japan verpasste die Auswahl jedoch eine Medaille. Im Jahr zuvor hatte er mit der Nationalmannschaft bereits den Malaysia Cup gewonnen. Zudem gehörte er in den 1960er Jahren zu einer asiatischen All-Star-Mannschaft, die gegen europäische Teams antrat.
Später arbeitete Quah, dem angeblich zu seiner besten Zeit ein Angebot des seinerzeitigen englischen Erstligisten Coventry City vorgelegen hatte, bei einer Bank. Im Juli 2015 erlag er im Alter von 76 Jahren einem kolorektalem Karzinom.